# Qualnet
QualNet是一个网络仿真工具，它可以模拟无线通信网络和有线通信网络。常用于模拟无线自组织网络(MANET)，WiMAX网络，卫星网络和无线传感器网络等。QualNet配有通用的网络协议模型（源码形式），采用OSI结构。
QualNet是从GloMoSim发展过来的商业软件，由Scalable Network Technologies (SNT)公司开发。和GloMoSim一样，QualNet也采用并行运算机制，并且是数据包级仿真工具。因为支持并行计算，所以QualNet被视作一款可随意延伸仿真规模的工具。用户可以直接使用系统内自带的高精度协议模型（如ad hoc网络和多跳路由协议）来开发需要执行这些协议的物理组件。